# Meoneura digitata
Meoneura digitata is een vliegensoort uit de familie van de Carnidae. De wetenschappelijke naam van de soort is voor het eerst geldig gepubliceerd in 1959 door Sabrosky.